# Harvest Records
La Harvest Records è un'etichetta discografica appartenente alla Capitol Records e creata dalla EMI nel 1969.

## Storia
Nacque con lo scopo di competere con altre etichette come la Vertigo Records (sussidiaria della Philips Records) e Deram Records (sussidiaria della Decca Records).
Promotrice anche di altri stili musicali sperimentali, la Harvest mise sotto contratto tra gli altri: Deep Purple, Pink Floyd, The Move, Electric Light Orchestra, Barclay James Harvest, Kevin Ayers, Little River Band, Forest.
Durante gli anni settanta la Harvest inizia a pubblicare album di gruppi punk come i Wire, The Saints e The Banned. Anche i primi tre album degli Iron Maiden furono pubblicati dalla Harvest.
La Harvest Records non ha operato più come etichetta indipendente dal 1984, anche se in alcune rare volte è ritornata a produrre alcuni artisti che rispecchiavano la cultura innovativa e di sperimentazione in campo musicale della Harvest. Nel febbraio 2013 è tornata in attività dopo la sua acquisizione da parte della statunitense Capitol Music Group.

## Artisti della Harvest
| Jan Akkerman          | Albion Band                | Amorphous Androgynous    | Ariel                  |
| Aviator               | Kevin Ayers                | Ayshea                   | Babe Ruth              |
| Bakerloo              | The Banned                 | Barclay James Harvest    | Syd Barrett            |
| Battered Ornaments    | Be-Bop Deluxe              | La Belle Epoque          | The Beyond             |
| Blue Aeroplanes       | Richard Brautigan          | The Edgar Broughton Band | Pete Brown & Piblokto  |
| Buddy and the Juniors | Kate Bush                  | Can                      | Cargo                  |
| Michael Chapman       | Clifton Chenier            | Climax Blues Band        | Shirley/Dolly Collins  |
| Dark Star             | Deep Purple                | Thomas Dolby             | Patrick Duff           |
| Duran Duran           | East of Eden               | Electric Light Orchestra | Eloy                   |
| Charlie Feathers      | The Flying Circus          | Focus                    | Forest                 |
| Formerly Fat Harry    | The Fourth Way             | David Gilmour            | The Gods               |
| The Grease Band       | The Greatest Show on Earth | Gryphon                  | Roy Harper             |
| Ashley Hutchings      | Iron Maiden                | Israel Vibration         | Kayak                  |
| King Harry            | Buddy Knox                 | Helmut Koellen           | John Lees              |
| Little River Band     | Jon Lord                   | Love                     | Love Sculpture         |
| M-Z                   |                            |                          |                        |
| Machiavel             | Maneige                    | Mark-Almond              | Marshall Hain          |
| Dave Mason            | Nick Mason                 | Matumbi                  | Max Middleton          |
| Morrissey - Mullen    | Motorpsycho                | The Move                 | Bill Nelson            |
| Pallas                | Panama Limited Jug Band    | Pink Floyd               | The Pretty Things      |
| Professor Longhair    | Pyx Lux                    | Quatermass               | Sadistic Mika Band     |
| The Saints            | Richard Schneider Jr.      | Eberhard Schoener        | Scorpions              |
| Jack Scott            | The Shirts                 | Warren Smith             | Soft Machine           |
| Alan Sorrenti         | Iain Matthews              | Chris Spedding           | Spontaneous Combustion |
| Strapps               | Sweet Smoke                | Tanned Leather           | Tea & Symphony         |
| Third Ear Band        | Tom Robinson Band          | Tomorrow                 | Trinidad Oil Company   |
| Triumvirat            | Ike & Tina Turner          | The Undertones           | Unicorn                |
| Roger Waters          | Wire                       | Wizzard                  | Roy Wood               |
| Richard Wright        |                            |                          |                        |